# Aspalathus forbesii
Aspalathus forbesii är en ärtväxtart som beskrevs av William Henry Harvey. Aspalathus forbesii ingår i släktet Aspalathus och familjen ärtväxter. Inga underarter finns listade i Catalogue of Life.